# Mount Grace Priory
Mount Grace Priory är en fornlämning i Storbritannien.   Den ligger i grevskapet North Yorkshire och riksdelen England, i den centrala delen av landet, 300 km norr om huvudstaden London. Mount Grace Priory ligger 128 meter över havet.
Terrängen runt Mount Grace Priory är kuperad åt sydost, men åt nordväst är den platt. Runt Mount Grace Priory är det ganska glesbefolkat, med 29 invånare per kvadratkilometer. Närmaste större samhälle är Northallerton, 9,2 km sydväst om Mount Grace Priory. I omgivningarna runt Mount Grace Priory växer i huvudsak blandskog.